# Lê Ninh (xã)
Lê Ninh là một xã thuộc thị xã Kinh Môn, tỉnh Hải Dương, Việt Nam.

## Địa lý
Xã Lê Ninh có diện tích 11,6 km², dân số năm 1999 là 7.306 người, mật độ dân số đạt 630 người/km².
Năm 2011, xã Lê Ninh có diện tích 12,11 km², dân số là 6.547 người, mật độ dân số đạt 541 người/km².

## Hành chính
Xã Lê Ninh được chia thành 5 thôn: Lê Xá, Ninh Xá, Nội Hợp, Tiên Xá, Vĩnh Lâm.

## Văn hóa
Trên địa bàn xã Lê Ninh đến nay đã có 2 di tích được xếp hạng di tích cấp quốc gia, đó là đình Ninh Xá và đình Nội Hợp; 1 di tích được xếp hạng cấp tỉnh, đó là đình Tiên Xá.
Xã Lê Ninh có 2 làng được công nhận là làng văn hóa, đó làng là Ninh Xá (được công nhận năm 1997) và làng Vĩnh Lâm (được công nhận năm 2010).
Đình Ninh Xá là một trong những ngôi đình cổ ở thị xã Kinh Môn, nơi đây thờ 2 vị Thành Hoàng là Bố Cái đại vương Phùng Hưng và Ngô Vương Ngô Quyền.
Đình Nội Hợp thờ Thành Hoàng là danh tướng Phạm Phúc thời vua Lý Nhân Tông, người có công phò vua đánh tan giặc Ma - La - Tặc cứu nước.
Đình Tiên Xá thờ 2 vị Thành Hoàng là Cao Sơn Thượng đẳng thần Hùng Tuấn (1 trong số 50 người con của Lạc Long Quân và Âu Cơ, anh em của vua Hùng đời thứ nhất) và Lê Viết Tế - người con của quê hương Tiên Xá được Trần Hưng Đạo tuyển chọn làm tướng quân đánh trận Bạch Đằng chống quân Mông Nguyên xâm lược lần thứ 3 dưới thời nhà Trần.